# 松居大悟
松居 大悟（まつい だいご、1985年11月2日 - ）は、日本の映画監督、男性脚本家、演出家、俳優。

## 経歴
福岡県北九州市若松区生まれ、福岡市育ち。母は、主に九州で活動するコラムニストのトコ。福岡海星女子学院附属小学校、久留米大学附設中学校・高等学校、慶應義塾大学経済学部卒業。なお、家族は全員慶應義塾大学出身である（父：商学部、母：法学部、兄：経済学部）。
小さい頃は一人遊びが好きで、幼稚園から小学校低学年までぬいぐるみを好んでいた。ぬいぐるみ遊びから卒業すると『ドラえもん』などの藤子・F・不二雄の作品を読み、自由帳に落書きを始めた。中学1年生の時に両親が離婚し、不登校を経験。漫画家を志し、描いた漫画を出版社に持ち込むが「こういうのは芸人さんがテレビでやってるから漫画でやる必要はないよね」と言われてしまう。漫画家を諦めて、後にアニメーターとなる谷口崇とコンビを結成し、M-1グランプリに第2回から連続で出場する。
慶應義塾大学入学と同時に演劇サークル創像工房 in front of.に入団。1年先輩の上田航平（現在はお笑いコンビ「ゾフィー」メンバー）のもとについて演劇を学ぶ。2006年に団体内において劇団ゴジゲンを結成し、ヨーロッパ企画の上田誠の演出を手伝った後に、2008年4月に独立。全公演の作・演出・出演を手掛ける。
2009年夏のNHK『ふたつのスピカ』でNHKの連続ドラマ脚本では最年少記録として、ドラマ脚本家デビュー。2012年2月、映画監督デビュー作となる『アフロ田中』が公開。本作の主人公同様、自身も天然パーマ。クリープハイプのメジャーデビュー以降のビデオクリップを手掛けている。
2015年11月、第7回TAMA映画賞（第25回映画祭TAMA CINEMA FORUM）で最優秀新進監督賞を受賞（本年度最も飛躍した監督、もしくは顕著な活躍をした新人監督を表彰）受賞対象作『私たちのハァハァ』『ワンダフルワールドエンド』。

## 主な作品

### 監督作品
- アフロ田中（2012年） - 監督
- 男子高校生の日常（2013年） - 監督
- 自分の事ばかりで情けなくなるよ（2013年） - 監督・脚本
- スイートプールサイド（2014年） - 監督・脚本
- ワンダフルワールドエンド（2015年） - 監督・脚本
- 私たちのハァハァ（2015年） - 監督・共同脚本
- アズミ・ハルコは行方不明（2016年） - 監督[7]
- アイスと雨音（2018年3月3日公開） - 監督・脚本
- 君が君で君だ（2018年7月7日公開） - 監督・原作・脚本
- ＃ハンド全力（2020年7月31日公開） - 監督・共同脚本
- バイプレイヤーズ 〜もしも100人の名脇役が映画を作ったら〜（2021年4月9日公開） - 監督
- くれなずめ（2021年5月12日公開） - 監督・脚本[8]
- ちょっと思い出しただけ（2022年2月11日公開） - 監督・脚本
- 手（2022年9月16日公開） - 監督[9]
- 不死身ラヴァーズ（2024年5月10日公開） - 監督・共同脚本[10]
- リライト（2025年6月13日公開） - 監督[11]
- ミーツ・ザ・ワールド（2025年10月24日公開）- 監督

### 長編映画
- 真夏の方程式（2013年） - 出演
- Go!Go!家電男子 THE MOVIE アフレコパニック（2014年） - 出演
- Living Behavior 不可思議/wonderboy 人生の記録（2015年） - 撮影
- SCOOP!（2016年） - 出演
- 昼顔（2017年） - 出演
- チェリーボーイズ（2018年） - 脚本
- PERFECT DAYS（2023年） - 出演[12]

### 短編映画
- フラストレーション坊主（2007年、自主制作） - 監督・脚本
- 放課後の友だち（2008年、自主制作） - 監督・脚本・出演
- ちょうどいい幸せ（2010年、自主制作） - 監督・脚本 ※沖縄映像祭2010グランプリ
- イノチミジカシコイセヨオトメ（2012年） - 監督・脚本・出演
- あたしの窓（2013年） - 監督・脚本
- 花瓶に花（2016年） - 監督・脚本
- ゆーことぴあ（2016年） - 監督・脚本
- スワブ（2018年） - 監督・脚本
- 願いのカクテル（2019年） - 出演
- MIRRORLIAR FILMS Season3『サウネ』（2022年）- 監督・脚本

### 舞台

#### ゴジゲン公演
- 第1回公演『かけぬけない球児』（2006年） - 作・演出・出演
- 第2回公演『ロックンロール逃げる』（2007年） - 作・演出・出演 ※シアターグリーン学生芸術祭vol.1最優秀賞
- 第3回公演『エイトビートニート』（2008年） - 作・演出・出演
- 企画公演『サムライキッチン』（2008年） - 作・演出・出演
- 第4回・第10回公演『神社の奥のモンチャン』（2008年・2011年） - 作・演出・出演
- 第5回公演『たぶん犯人は父』（2009年） - 作・演出・出演
- 第6回公演『チェリーボーイ・ゴッドガール』（2009年） - 作・演出・出演
- 第7回公演『ハッピーエンドクラッシャー』（2009年） - 作・演出・出演
- 第8回公演『アメリカン家族』（2010年） - 作・演出・出演
- 第9回公演『美しきラビットパンチ』（2010年） - 作・演出・出演
- 第11回公演『極めてやわらかい道』（2011年） - 作・演出・出演
- 第12回公演『ごきげんさマイポレンド』（2014年） - 作・演出・出演
- 第13回公演『劇をしている』（2016年） - 作・演出・出演
- 第14回公演『くれなずめ』（2017年） - 作・演出・出演
- 第15回公演『君が君で君で君を君を君を』（2018年） - 作・演出・出演[13][14][15]
- 第16回公演『ポポリンピック』（2019年 - 2020年） - 作・演出・出演
- 第17回公演『朱春（すばる）』（2021年） - 作・演出・出演
- 第18回公演『かえりにち』（2022年） - 作・演出・出演[16]

#### 劇団外公演
- 0号室の客 〜帰ってきた男〜（2010年、東京グローブ座） - 演出
- トラストいかねぇ（2011年、東京グローブ座） - 作・演出
- リリオム（2012年、青山円劇カウンシル） - 脚色・演出[17]
- イヌの日（2016年） - 演出・出演[18]
- みみばしる（2019年、J-WAVE30周年×ゴジゲン10周年） - 作・演出[19]
- Birdland（2021年、PARCO劇場） - 演出[20]

### テレビドラマ
- ふたつのスピカ（2009年、NHK総合） - 脚本
- 0号室の客「戦わない男」（2009年、フジテレビ） - 監督
- 宇宙犬作戦（2010年、テレビ東京） - 脚本
- ドラゴン青年団（2012年、毎日放送） - 監督
- ビギナーズ! 第5話（2012年、TBS） - 出演
- ラヴコンシェル「待つ男と待つ女」（2012年、NOTTV） - 監督・脚本
- 24時間女優-待つ女- 第1回（2013年、ひかりTV） - 監督・脚本
- LOVE理論（2015年、テレビ東京） - 出演
- かおだし看板ラボ（2015年-2016年、NHK-Eテレ） - 出演
- ザ・ノンフィクション 男と女の東京引っ越し物語（2016年、フジテレビ） - 構成
- シリーズ横溝正史短編集 金田一耕助登場!第2回「殺人鬼」（2016年11月25日、NHK BSプレミアム） - 出演
- バイプレイヤーズ 〜もしも6人の名脇役がシェアハウスで暮らしたら〜（2017年、テレビ東京） - 監督・脚本
- バイプレイヤーズ 〜もしも名脇役がテレ東朝ドラで無人島生活したら〜（2018年、テレビ東京） - 監督
- グッド・ドクター（2018年、フジテレビ） - 出演
- 平成ばしる（2018年、テレビ朝日） - 監督・脚本・出演[21]
- 歌のおじさんEたん（2019年、NHK-Eテレ） - 脚本[22]
- バイプレイヤーズ 〜名脇役の森の100日間〜（2021年、テレビ東京） - 監督
- 杉咲花の撮休（2023年、WOWOW） - 監督・脚本[23]
- おかあさんといっしょ 人形劇「ファンターネ!」（2022年- 、NHK-Eテレ） - 共同原作・共同脚本[24]

### テレビアニメ
- Go!Go!家電男子（2013年 -2015年、ひかりTV） - 出演[25]

### ミュージック・ビデオ
- クリープハイプ
  - 「オレンジ」「おやすみ泣き声、さよなら歌姫」（2012年）
  - 「社会の窓」「憂、燦々」「ラブホテル」（2013年）
  - 「寝癖」「エロ」「二十九、三十」「百八円の恋」（2014年）
  - 「わすれもの」「クリープ」（2015年）
  - 「鬼」（2016年）
  - 「ナイトオンザプラネット」（2021年）
- いきものがかり「笑顔」（2013年、出演）
- 大森靖子「ミッドナイト清純異性交遊」「君と映画」（2013年）
- ドレスコーズ「スーパー、スーパーサッド」（2014年）
- 竹原ピストル
  - 「youth」（2015年）
  - 「Forever Young」（2017年）
  - 「ゴミ箱から、ブルース」（2018年）
  - 「今宵もかろうじて歌い切る」（2021年）
- 石崎ひゅーい「花瓶の花」（2016年）
- MOROHA「tomorrow」（2016年）[26]
- チャットモンチー「消えない星」（2016年）
- 銀杏BOYZ「エンジェルベイビー」（2017年）
- 小山田壮平「OH MY GOD」（2020年）
- ウルフルズ「ゾウはネズミ色」（2021年）[27]
- スピッツ
  - 「優しいスピッツ a secret session in Obihiro」（2022年、WOWOW）[28]
  - 「美しい鰭」（2023年）[29]
  - 「劇場版 優しいスピッツ a secret session in Obihiro」（2023年）[30]

### ラジオ
- FMシアター「相方のあり方」（2010年、NHK-FM放送） - 脚本・出演
- JUMP OVER（2018年2月- 、J-WAVE） - パーソナリティ[31]
- バイノーラル・ドラマ「ファミリーサマービュー」（2020年、J-WAVE） - 作・演出[32]

### 小説
単行本
- またね家族（2020年5月、講談社）[33]

雑誌掲載
- お父さま - 『小説現代』2020年7月号

### 漫画
- ゲームするしかない君へ（2011年、月刊コミックゼノン） - 原作
- 恋と罰（2016年、Ohta Web Comic、作画オオイシヒロト） - 原作[34]

### CM
- ダイキン工業WEB「ぴちょんくんバランス劇場」（2008年、脚本・演出）
- LIXIL（2012年）
- JA共済（2020年）[35]

### コラム
- ゴジゲン松居の女性が好きな心理テスト〜今夜あなたを癒やさない〜（2011年- 連載中、Confettiロングランプランニング株式会社）
- さあハイヒール折れろ〜こんな対談するんじゃなかった〜（2014年、マイナビニュース）
- 松居大悟の松の間（2014年-2015年、M-ON !）
- 松居大悟の読むか読まれるか（2018年-2020年 、TV Bros.）
- 松居大悟の三大欲求の向こう側（2020年- 連載中、ar）

## 受賞歴
| 年     | 賞                                            | 部門                                        | 対象                                              | 結果 |
| ------ | --------------------------------------------- | ------------------------------------------- | ------------------------------------------------- | ---- |
| 2010年 | 沖縄映像祭                                    | グランプリ                                  | 「ちょうどいい幸せ」                              | 受賞 |
| 2013年 | Asian Summer Film Festival                    | 最優秀映画賞                                | 「アフロ田中」                                    | 受賞 |
| 2015年 | ゆうばり国際ファンタスティック映画祭          | ゆうばりファンタランド大賞                  | 「私たちのハァハァ」                              | 受賞 |
| 2015年 | ゆうばり国際ファンタスティック映画祭          | スカパー!映画チャンネル賞                   | 「私たちのハァハァ」                              | 受賞 |
| 2015年 | 第65回ベルリン国際映画祭                      | Teddy Award                                 | 「ワンダフルワールドエンド」                      | 入選 |
| 2015年 | 第7回TAMA映画賞                               | 最優秀新進監督賞                            | 「私たちのハァハァ」 「ワンダフルワールドエンド」 | 受賞 |
| 2016年 | ショートショートフィルムフェスティバル&アジア | ミュージックVideo部門 シネマチックアワード  | 「花瓶に花」（石崎ひゅーい）                      | 受賞 |
| 2017年 | 第21回SPACE SHOWER MUSIC AWARDS               | BEST CONCEPTUAL VIDEO                       | 「鬼」（クリープハイプ）                          | 受賞 |
| 2017年 | 第50回北九州市民文化賞                        | 市民文化奨励賞                              | メディア芸術                                      | 受賞 |
| 2020年 | 第23回文化庁メディア芸術祭                    | エンターテインメント部門 審査委員会推薦作品 | 「＃ハンド全力」                                  | 入選 |
| 2021年 | 第34回東京国際映画祭                          | 観客賞                                      | 「ちょっと思い出しただけ」                        | 受賞 |
| 2021年 | 第34回東京国際映画祭                          | スペシャルメンション                        | 「ちょっと思い出しただけ」                        | 受賞 |
| 2022年 | 第26回ファンタジア国際映画祭                  | カメラ・ルシダ部門 AQCC Prize               | 「ちょっと思い出しただけ」                        | 受賞 |